# Mehdi Radżabzadeh
Mehdi Radżabzadeh (per. مهدی رجب زاده, ur. 21 czerwca 1978 w Kazerunie) – irański piłkarz występujący na pozycji napastnika.

## Kariera piłkarska
Mehdi Rajabzadeh jest wychowankiem klubu Abu Moslem. Potem grywał w zespołach Fajr Sepasi i Zob Ahan. W sezonie 2006/2007 strzelił 17 bramek w Puchar Zatoki Perskiej i został królem strzelców w rozgrywek. Następnie był piłkarzem Emirates i Al Dhafra Club ze Zjednoczonych Emiratów Arabskich, a sezon 2009/2010 spędził ponownie w Iranie, w barwach zespołu Mes Kerman. Od 2010 do 2011 znów był piłkarzem Zobu Ahan. W sezonie 2011/2012 grał w klubie Fajr Sepasi, a w latach 2012-2018 - w Zobie Ahan.
Mehdi Rajabzadeh w 2004 zadebiutował w reprezentacji Iranu. W 2007 został powołany do kadry narodowej na Puchar Azji. W 2008 rozegrał ostatni mecz w reprezentacji.